# Trichodonia laticollis
Trichodonia laticollis – gatunek chrząszcza z rodziny kusakowatych i podrodziny Aleocharinae.
Gatunek ten został opisany w 1916 roku przez Ericha Wasmanna, który jako miejsce typowe wskazał St. Gabriel koło Kisangani. W 1982 roku D. Kirsten i H. R. Jacobson dokonali jego redeskrypcji.
Owad myrmekofilny, związany z mrówkami Dorylus (Anomma) burmeisteri, D. (A.) rufescens i D. (A.) sjoestedti.
Chrząszcz afrotropikalny, znany z Demokratycznej Republiki Konga, Angoli, Rwandy, Ghany i Tanzanii.